# آلیسون (بازیکن فوتبال، زاده ۱۹۷۶)
آلیسون مارندز مارینز (به پرتغالی: Alysson Marendaz Marins) مهاجم اهل برزیل است که در شهر ریودو ژانیرو و در تاریخ ۲۶ مهٔ ۱۹۷۶ به دنیا آمده‌است. آلیسون در تیم‌های فوتبال واسکو دوگاما سابقهٔ حضور دارد.